# 溫蓋尼 (穆列什縣)

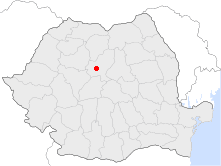

溫蓋尼是羅馬尼亞的城鎮，位於該國中部，距離首府特爾古穆列什10公里，由穆列什縣負責管轄，面積63.96平方公里，海拔高度296米，2009年人口6,923，大多數居民信奉東正教。